# Laponská kuchyně

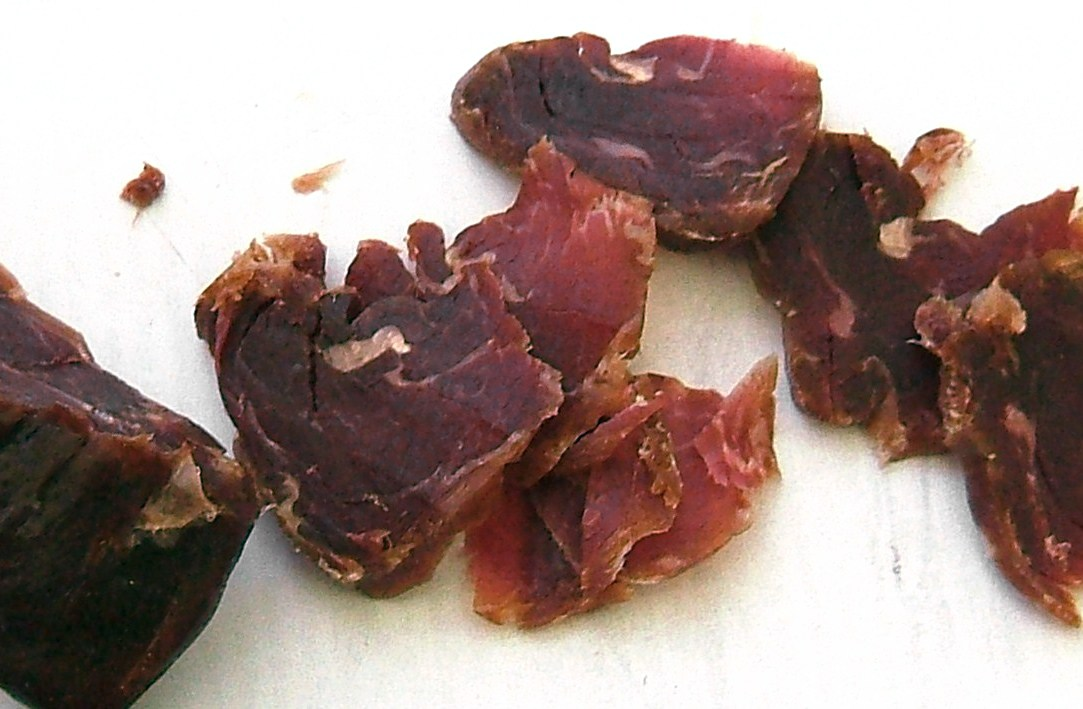
Sušené sobí maso

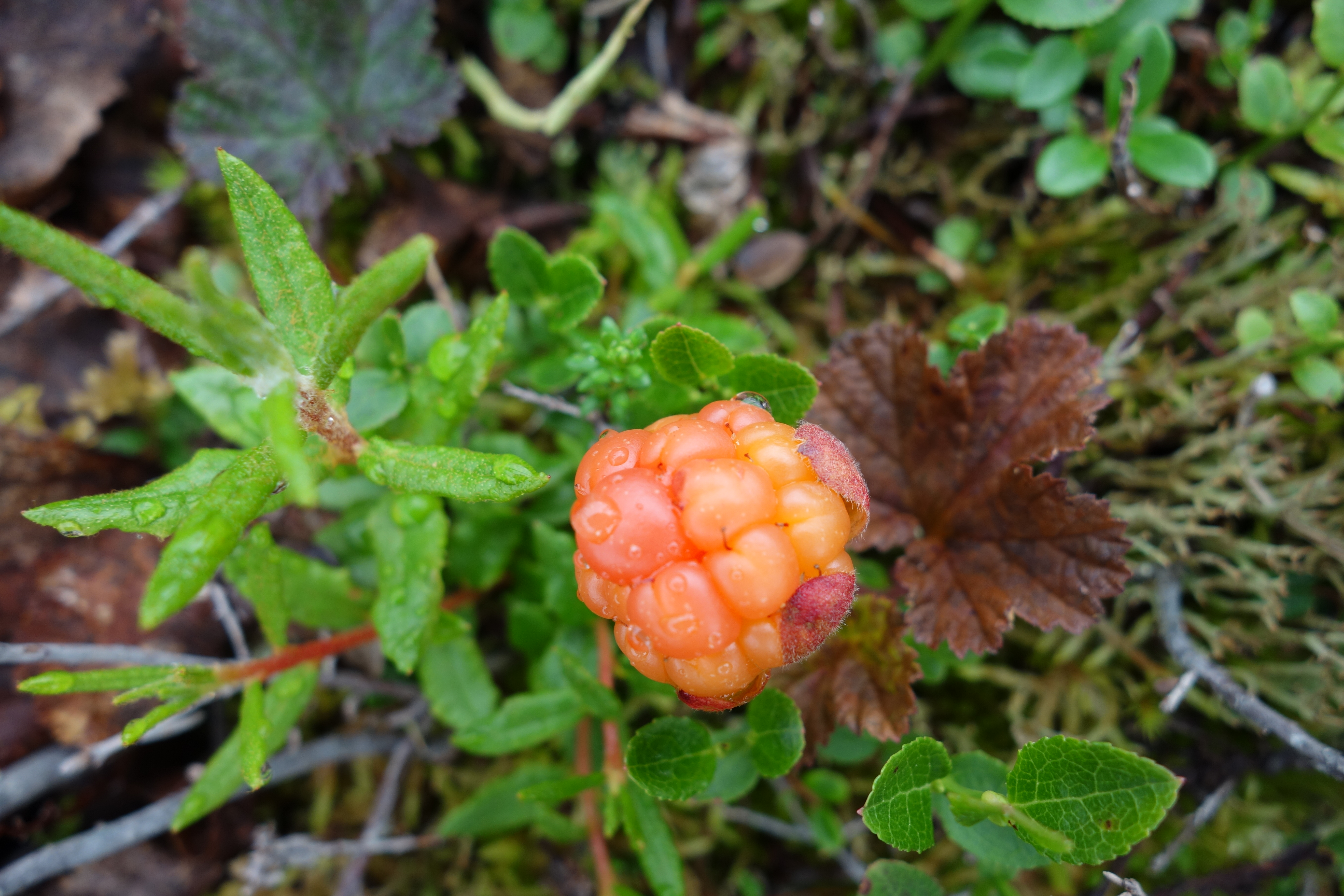
Plod morušky

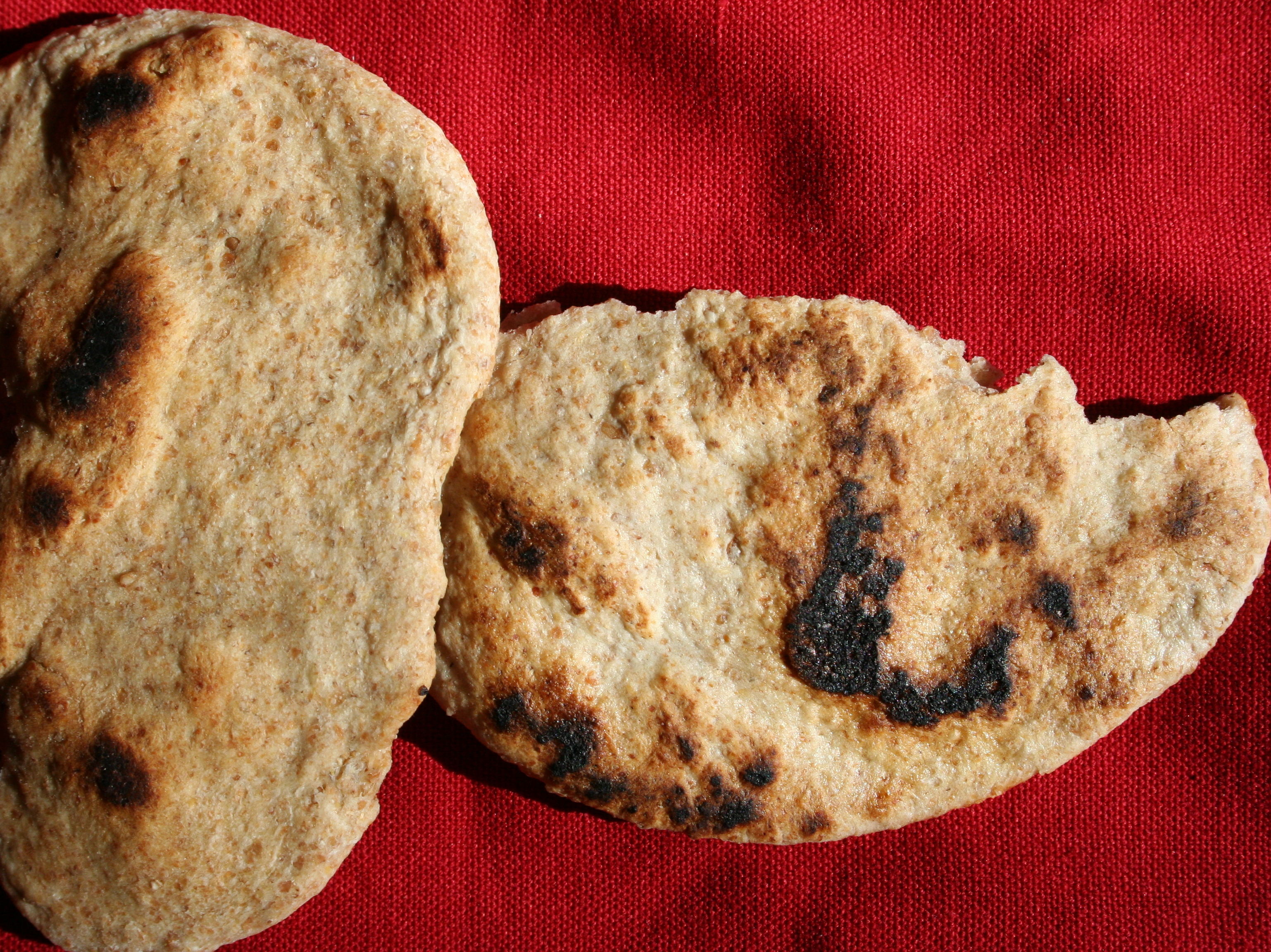
Sámský chléb

Laponská kuchyně (nebo sámská kuchyně) je spojena s Laponskem, nejsevernějším regionem Evropy a se sámským národem, který žije v Laponsku, na území Norska, Švédska, Finska a Ruska. Tradiční laponská kuchyně je založena především na sobím mase, zvěřině, rybách a bobulích (nejvíce morušky). Někdy se používá také mléko, ale jeho používání není tolik rozšířeno. Kromě toho byla laponská kuchyně také ovlivněna kuchyněmi států, na jejichž území Sámové žijí. Sámové tradičně žili jako lovci a rybáři, v 19. století začali chovat soby. Sobí maso se nejčastěji udí nebo suší. Ze soba se nevyužívá jen maso, ale i vnitřnosti a krev.

## Příklady laponských pokrmů a nápojů
Příklady laponských pokrmů a nápojů:
- Sušené sobí maso
- Sušené ryby
- Brambory, podávané jako příloha
- Chléb, obvykle podobný indickým plackám. Nazývá se gáhkko nebo gárrpa.
- Mallemárffe, krvavá černá klobása ze sobího masa
- Renkok, pokrm z dušeného sobího masa, vnitřností a mallemárffe
- Morušky, vyrábí se z nich džem, omáčky, šťáva nebo zmrzlina
- Guompa, fermentovaná směs anděliky a mléka
- Krvavé palačinky, palačinky ve kterých se místo vajec používá sobí krev. Obvykle se smaží na sobím sádle.
- Bidos, sobí maso restované v omáčce se zeleninou a bramborami
- Káva[5]